# Chris Williamson (ski alpin)
Pour les articles homonymes, voir Chris Williamson et Williamson.
Chris Williamson (né le 5 mai 1972 à Edmonton, Alberta) est un skieur alpin et champion paralympique canadien.
Atteint de cécité, Williamson participe aux Jeux paralympiques d'hiver de 2010 de Vancouver. Il termine 4e au Slalom géant, 6e au slalom, 4e au combiné alpin et 6e au Super-G. Son guide pour les jeux de Vancouveur 2010 et de Sotchi 2014 était Nick Brush (en).
Son père, Peter Williamson, fut un patineur de vitesse représentant le Canada aux Jeux olympiques d'hiver de 1968 à Grenoble et ensuite entraîneur de Mike Ireland et Clara Hughes.

## Honneur
En 2014, Williamson est introduit au Temple de la renommée Terry Fox pour personnes ayant contribué à améliorer la qualité de vie des personnes vivant avec un handicap physique.